# Chiesa dei Santi Pietro e Paolo (Landiona)
La chiesa dei Santi Pietro e Paolo è la parrocchiale di Landiona, in provincia di Novara e arcidiocesi di Vercelli; fa parte del vicariato di Robbio.

## Storia
La prima citazione di un luogo di culto in paese è contenuto nella bolla di papa Innocenzo II recante la data del 29 giugno 1133; una seconda menzione dell'ecclesiae parochialis de Landiona si ritrova, invece, in un atto di investitura da parte dell'arcivescovo di Vercelli Giovanni Fieschi concessa il 24 ottobre 1349.
Dalla relazione della visita pastorale del 1591 si apprende che il numero dei fedeli da comunione ammontava a 200 circa.
Intorno al 1600 fu edificata la nuova chiesa, poi consacrata il 5 agosto 1612; pochi anni dopo, nel 1619, venne elevata a parrocchiale.
Nel 1776 l'edificio venne interessato da un ampliamento in occasione del quale si prolungò la navata, mentre nel 1899 fu condotto un nuovo intervento che portò alla sopraelevazione di un paio di metri dei muri.
Alla fine degli anni venti del Novecento venne edificata la nuova sagrestia, giacche quella vecchia era crollata.
Negli anni settanta si procedette all'esecuzione dell'adeguamento liturgico secondo le usanze postconciliari mediante l'aggiunta dell'altare rivolto verso l'assemblea.

## Descrizione

### Esterno
La facciata della chiesa, rivolta a occidente, presenta centralmente il portale d'ingresso e sopra due finestre ed è scandita da due paraste laterali sorreggenti il timpano triangolare con l'angolo superiore smussato.
Annesso alla parrocchiale è il campanile a base quadrata, suddiviso in più registri da cornici; la cella presenta su ogni lato una monofora ed è coperta dal tetto a quattro falde.

### Interno
L'interno dell'edificio si compone di un'unica navata, sulla quale si affacciano le cappelle laterali, introdotte da archi a tutto sesto, e le cui pareti sono scandite da lesene terminanti con capitelli ionici e sorreggenti la trabeazione modanata e aggettante, sopra la quale si impostano la volte di copertura; al termine dell'aula si sviluppa il presbiterio, rialzato di un gradino e chiuso dall'abside di forma poligonale.